# Podiler Großbrand 1811
Der Podiler Großbrand von 1811 (ukrainisch Подільська пожежа 1811 року/Podilska poschescha 1811 roku) war eine der größten Brandkatastrophen in der ukrainischen Hauptstadt Kiew. Er vernichtete große Teile des Stadtviertels Podil.

## Verlauf, Schäden und Verluste

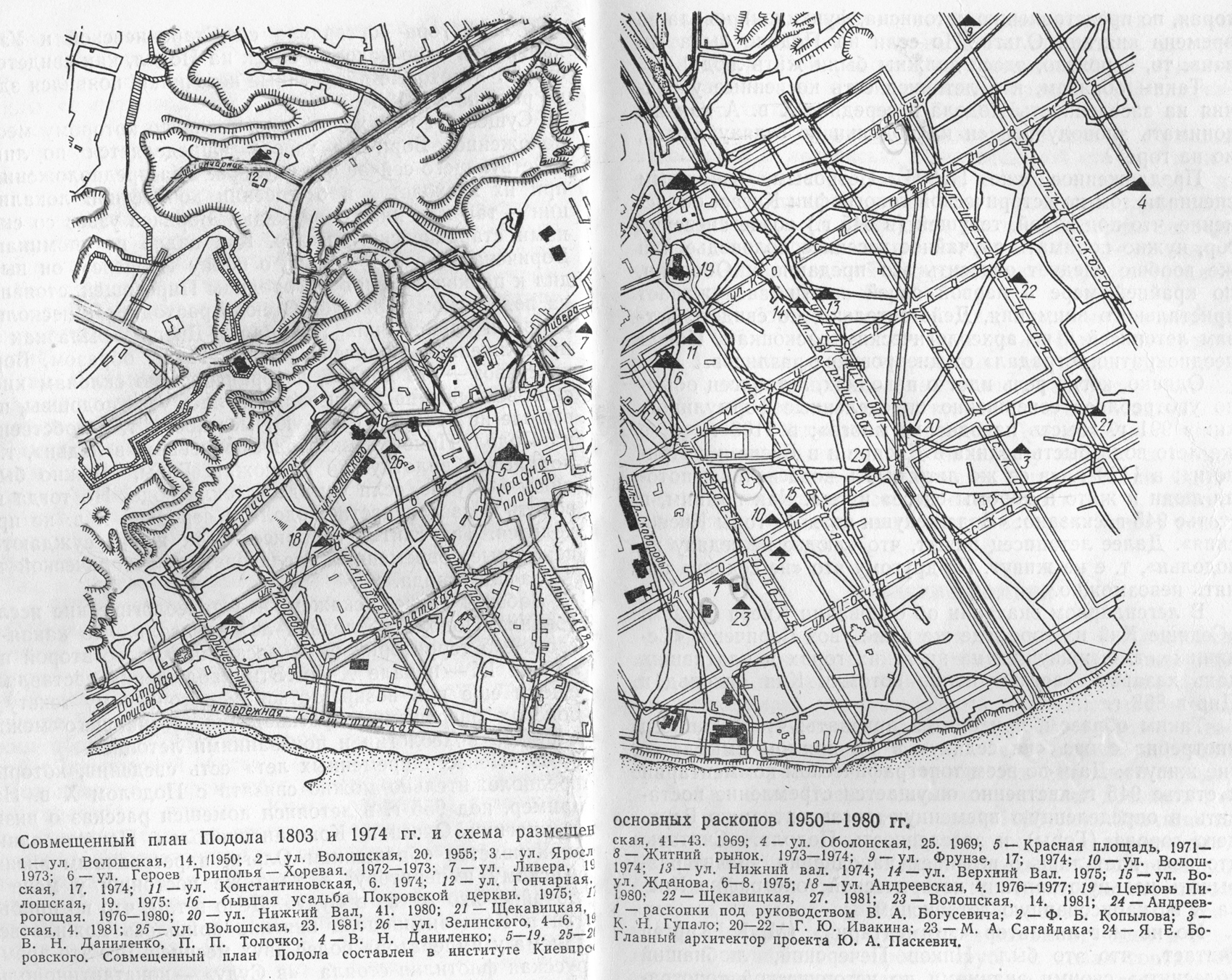
Karte Podils von 1980 mit Straßenverläufen vor(1803) und nach dem Brand (1974)

Der Brand begann um die Mittagszeit des 9. Juli 1811 auf dem Hof des Kaufmanns Anton Owdijewa (Антон Овдієва) bei der Nikolai-Prytyska-Kirche und breitete sich aufgrund des trockenen, heißen Wetters, kurvenreicher, enger Straßen und dicht aneinander stehender Holzhäuser schnell über die gesamte Unterstadt aus. Das Feuer, dessen starker Rauch noch in 130 km Entfernung zu sehen war, dauerte bis zum 11. Juli 1811. Bei dem Brand kamen etwa 30 Menschen, darunter Frauen und Kinder, Mönche und Nonnen zu Tode. Er vernichtete über 2000 Häuser, zwölf Kirchen und drei Klöster. Nur wenige Kirchen und einige Häuser überstanden den Stadtbrand. 

## Auslöser
Über den Auslöser des Brandes gibt es nur Mutmaßungen. Ein Gerücht besagte, der Brand wurde von französischen Spionen vor dem Napoleonischen Russlandfeldzug von 1812 gelegt.

## Wiederaufbau
Nach dem Brand war es hauptsächlich der in Podil lebende, Kiewer Stadtarchitekt Andrei Iwanowitsch Melenski, der Podil mit zahlreichen Neubauten im klassizistischen Stil wieder aufbaute. Eine Schätzung der Kosten für die Wiederaufbauarbeiten durch Melenski vom 28. August 1811 belief sich auf einen Gesamtbetrag von 23.685 Rubel.
Beim Wiederaufbau des Viertels wurden die engen Gassen durch breitere, rechtwinklig verlaufende Straßen ersetzt, die bis heute das Straßennetz des Viertels prägen (siehe Bild). Daher sind die Häuser, die den damaligen Brand überstanden, heute meist leicht an ihrer nicht zur Straße hin ausgerichteten Front zu erkennen.